# Institut canadien des actuaires
Pour les articles homonymes, voir CIA (homonymie).
L’Institut canadien des actuaires (ICA) (en anglais, Canadian Institute of Actuaries ou CIA) est l’organisme national de la profession actuarielle au Canada. Il a été constitué en société le 18 mars 1965. Le titre professionnel FICA signifie Fellow de l’Institut canadien des actuaires. À titre d’organisme national de la profession actuarielle au Canada, l’ICA travaille au service de la population en assurant des services et en dispensant des conseils actuariels. À cette fin, il prend en charge les responsabilités suivantes : représenter la profession actuarielle canadienne dans l’élaboration des politiques publiques, favoriser l’avancement de la science actuarielle, fournir l’éducation et le processus de qualification pour les membres de l’ICA, assurer que les services actuariels dispensés par ses membres satisfont aux normes professionnelles acceptées et soutenir les actuaires au Canada dans l’exercice de leurs responsabilités professionnelles.

## Historique
Les débuts de la profession actuarielle au Canada remontent à 1847, année où Hugh Baker, qui est devenu Fellow de l’Institute of Actuaries en 1852, a fondé la Canada Life Insurance Company à Hamilton, en Ontario. Le Département des assurances du gouvernement fédéral a vu le jour en 1875 et a embauché peu après plusieurs actuaires. Le premier organisme actuariel en Amérique du Nord a été l’Actuarial Society of America, fondée en 1889 à New York, qui comptait d'ailleurs quatre Canadiens parmi ses 38 membres agréés.
La première association d’actuaires au Canada, le Club des actuaires, a été créée en 1907 et comprenait 24 membres fondateurs, tous des actuaires vivant et travaillant à Toronto. L’Association canadienne des actuaires, fondée le 8 octobre 1946, regroupait tous les membres des clubs d'actuaires de Toronto et de Winnipeg, ainsi qu’un groupe d’actuaires de Montréal. C’est cette association qui a constitué l’effectif de l’ICA lorsqu’il a été constitué en société par une loi du Parlement le 18 mars 1965.
À la suite d’un certain nombre de concours, l’Institut a adopté la devise Nobis Cura Futuri, qui signifie L’avenir nous tient à cœur. Une politique de bilinguisme officielle a été adoptée par l’Institut en 1977.

## Anciens présidents
| 1965 C.A. Naylor             | 1965–1966 R. Humphrys       | 1966–1967 E.S. Jackson      |                        |
| 1967–1968 A.R. McCracken     | 1968–1969 C.E. Jack         | 1969–1970 L.E. Coward       |                        |
| 1970–1971 J.C. Davidson      | 1971–1972 L.J. Mondoux      | 1972–1973 J.C. Maynard      |                        |
| 1973–1974 R.C. Dowsett       | 1974–1975 C.G. White        | 1975–1976 R.B. Leckie       |                        |
| 1976–1977 M.D.R. Brown       | 1977–1978 W.J.D. Lewis      | 1978–1979 T.R. Suttie       |                        |
| 1979–1980 J.T. Birkenshaw    | 1980–1981 C.T.P. Galloway   | 1981–1982 L.B. Fewster      |                        |
| 1982–1983 Y.G. Guérard       | 1983–1984 C.D. Chapman      | 1984–1985 C.S. Moore        |                        |
| 1985–1986 M. Rosenfelder     | 1986–1987 K.T. Clark        | 1987–1988 J.D. Crawford     |                        |
| 1988–1989 J. Cloutier        | 1989–1990 P.C. Hirst        | 1990–1991 R.L. Brown        |                        |
| 1991–1992 W.P. McCrossan     | 1992–1993 M.W. Chambers     | 1993–1994 J.A. Brierley     |                        |
| 1994–1995 K.K. von Schilling | 1995–1996 M. Fernet         | 1996–1997 N.S. Henderson    |                        |
| 1997–1998 H.H. Panjer        | 1998–1999 P.F. Morse        | 1999–2000 S.F. Wason        |                        |
| 2000–2001 D.J. Oakden        | 2001–2002 J.-L. Massé       | 2002–2003 A.D. Pelletier    |                        |
| 2003–2004 M. Lombardi        | 2004–2005 B.A.P. FitzGerald | 2005–2006 C.C. McLeod       |                        |
| 2006–2007 N. Gendron         | 2007–2008 J.H. Murta        | 2008–2009 M.A. Hale         |                        |
| 2009–2010 R.C.W. Howard      | 2010–2011 Micheline Dionne  | 2011–2012 Jim Christie      |                        |
| 2012-2013 Simon Curtis       | 2013-2014 Jacques Lafrance  | 2014-2015 Jacques Tremblay  |                        |
| 2015-2016 Robert Stapleford  | 2016-2017 David Dickson     | 2017-2018 Sharon Giffen     |                        |
| 2018-2019 John Dark          | 2019-2020 Marc Tardif       | 2020-2021 Michel St-Germain |                        |
| 2021-2022 Jacque Friedland   | 2022-2023 Hélène Pouliot    | 2023-2024 Steve Prince      | 2023-2024 Steve Prince |
| 2024-2025 Conrad Ferguson    |                             |                             |                        |

## Gouvernance
L’Institut est dirigé par un Conseil d’administration, élu parmi ses membres. Le Conseil d’administration comprend les membres suivants :
- Le président ou la présidente, le président désigné ou la présidente désignée, le président sortant ou la présidente sortante — mandat d’un an chacun;
- Douze administrateurs et administratrices — mandat de trois ans;
- Le directeur général ou la directrice générale (membre d’office).

Le Conseil d’administration gère les activités de l’Institut. Conformément aux Statuts administratifs de l’Institut, six directions se partagent des responsabilités particulières et soumettent un rapport au Conseil d’administration une fois par année. Les directions tiennent le Conseil d’administration au courant des initiatives importantes. Le Conseil d’administration met l’accent sur la gestion stratégique et non sur des questions d’ordre opérationnel. Les nominations des membres des directions sont approuvées par le Conseil d’administration, ainsi que les nominations à certaines commissions. Il établit également les taux de cotisation annuelle ainsi que le budget d’exploitation de l’Institut.
Le Conseil d’administration appuie les directions, les commissions et les groupes de travail à mettre en œuvre des mesures concernant des enjeux techniques et professionnels. Il fait également preuve de diligence raisonnable à l’égard des activités des directions.

## Effectif
Une personne peut présenter une demande d’adhésion auprès de l’Institut en tant qu’associé ou associée (AICA), Fellow (FICA), affilié ou affiliée, ou correspondant ou correspondante. Des détails exhaustifs sur les examens et les cours qui doivent être complétés, ainsi que les autres étapes qui doivent être suivies, sont disponibles sur le site Web de l’ICA.
Depuis septembre 2012, l’ICA dirige un Programme d’agrément universitaire qui donne aux étudiants et aux étudiantes l’option de remplir certaines exigences du titre professionnel d’AICA grâce à leur diplôme en science actuarielle.
L’ICA reconnaît les titres de compétence en actuariat obtenus auprès de plusieurs autres organisations actuarielles du monde entier permettant aux associés et associées et aux fellows de ces organisations de devenir membres de l’ICA lorsqu’ils et elles satisfont à certaines exigences additionnelles.
En 2022, l’ICA a lancé un nouveau programme d’éducation qui ne repose pas sur l’éducation et les examens d’un autre organisme actuariel.

## Surveillance de la profession
Le Conseil de surveillance de la profession actuarielle (CSPA) a été créé par l’ICA pour assurer une surveillance publique indépendante et objective de la profession actuarielle au Canada. Le CSPA lie l’ICA à sa promesse de faire passer l’intérêt du public avant les besoins de la profession et de ses membres.
Le CSPA adopte une perspective large et axée sur le public en ce qui concerne les enjeux complexes auxquels sont confrontés les actuaires d’aujourd’hui. La composition diversifiée des membres du conseil provient d’horizons tels que l’industrie, les affaires, les organismes de réglementation, les syndicats, ainsi que d’autres professions. Le groupe comprend également trois membres nommés par le Conseil d’administration de l’ICA parmi les membres de l’ICA, garantissant que le CSPA possède une expertise sur les questions actuarielles, tout en fournissant au Conseil d’administration de l’ICA un aperçu approfondi sur les opérations du CSPA.
Le CSPA est entièrement indépendant dans la conduite de ses opérations et supervise directement les principales fonctions réglementaires de l’Institut, notamment, l’établissement de normes de pratique actuarielle, le perfectionnement professionnel continu et la déontologie. Le CSPA fournit également au Conseil d’administration de l’ICA son opinion axée sur l’intérêt public en rapport avec d’autres activités de l’Institut gérées par les directions de l’ICA, qui relèvent à leur tour du Conseil d’administration de l’ICA.

## Les lois et les actuaires
Plusieurs réglementations et lois, tant sur le plan fédéral que provincial, précisent les responsabilités qui ne peuvent être remplies que par des personnes détenant le titre professionnel de Fellow de l’Institut canadien des actuaires (FICA).
En 1991, la Loi fédérale sur les sociétés d’assurances a enchâssé le rôle de « l’actuaire désigné » dans la législation fédérale. Ce rôle comprend une désignation officielle du conseil d’administration de toutes les sociétés d’assurance, l’accès à l’information de gestion, un rapport sur toute transaction ou situation qui, de l’avis de l’actuaire, entraîne des répercussions défavorables importantes sur la situation financière de la société, un rapport annuel au conseil d’administration et un rapport de l’actuaire désigné qui accompagne les états financiers publiés de la société.
Les autres responsabilités réservées aux FICA comprennent la certification des évaluations des régimes de retraite à prestations déterminées, le dépôt des taux d’assurance automobile et la détermination des taux d’intérêt dans les cas où le taux facturé peut dépasser le maximum stipulé dans le Code criminel du Canada.
Les normes de pratique de l’Institut canadien des actuaires sont définies et citées dans les lois et règlements provinciaux sur les régimes de retraite, comme ceux de l’Ontario et du Québec.

## Normes de pratique
Les normes de pratique présentent des descriptions précises et détaillées sur la façon dont les actuaires (p. ex. expertise devant les tribunaux, régimes de retraite, assurance-vie et assurances IARD) doivent procéder dans leur travail et ce, pour tous les domaines de pratique. Les normes de pratique comportent des instructions détaillées sur la façon d’effectuer certains calculs et couvrent également des exigences de nature plus générale comme les points qui doivent être divulgués dans les rapports actuariels. Elles sont élaborées et adoptées par le Conseil des normes actuarielles conformément à un processus officiel d’approbation et sont publiées par l’Institut canadien des actuaires.

## Activités de politique publique
L’ICA produit différents types d’énoncés publics afin d’aborder les questions de politique publique au Canada et pour répondre aux consultations publiques mises de l’avant par les gouvernements et les organismes de réglementation. En tant qu’entité non partisane, les activités stratégiques de l’ICA visent à offrir des commentaires et des conseils pour servir le bien public ainsi que toute la population canadienne. Les récents énoncés de position de l’ICA ont abordé des sujets tels que le risque lié à la nature, l’âge de la retraite, les changements climatiques, l’assurance-médicaments, et les mégadonnées et la classification des risques.

## Voir au-delà du risque
L’ICA publie Voir au-delà du risque, qui est une plateforme d’articles et de balados en anglais et en français portant sur les actuaires et la profession actuarielle au Canada.

## Fondation actuarielle du Canada
En novembre 2001, le Conseil d’administration de l’ICA a autorisé la création de la Fondation actuarielle du Canada (FAC), qui a été fondée en décembre 2003 afin d’appuyer la formation des jeunes, d’éduquer les consommateurs et de promouvoir la recherche à l’aide de la science actuarielle et des compétences des actuaires dans l’intérêt du public.
La FAC cherche à atteindre plusieurs buts en octroyant et en recevant des subventions, en mettant l’accent sur l’éducation, la recherche, les initiatives en matière d’éducation des consommateurs, pour le public et tout particulièrement pour les jeunes Canadiens et Canadiennes.